# گریازنویه
گریازنویه (انگلیسی: Gryaznoye) یک شهرک در بخش پروخوروفسکی استان بلگورود کشور روسیه است.